# 近畿大学附属看護専門学校
近畿大学附属看護専門学校（きんきだいがくふぞくかんごせんもんがっこう）は、学校法人近畿大学が運営する。大阪府大阪狭山市にある専修学校である。募集人数は約100人と多い部類に入る。

## 沿革
- 1976年 開校
- 1996年 近畿大学附属看護専門学校と改称。
- 2021年 助産学科の学生募集を停止。

## 学科
- 看護学科
  - かつては助産学科もあったが、2021年をもって募集を停止した。

## 所在地
- 〒589-0014 大阪府大阪狭山市大野東102-1